# Carlingwood Mall

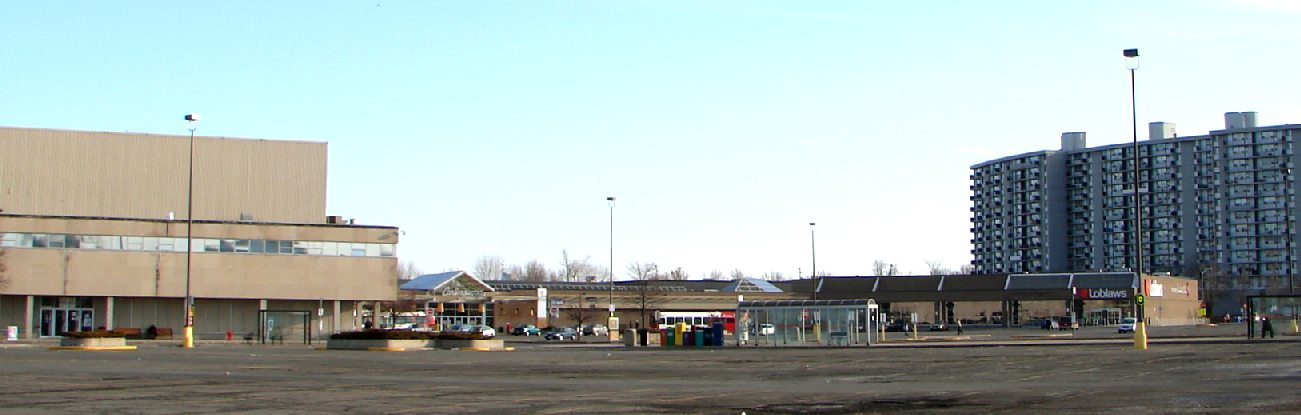
Estacionamento do shopping center em 2010

O Carlingwood Mall é um shopping center localizado na cidade de Ottawa, Ontário, no Canadá, tendo sido fundado em 1956.